# ماریا فورسکیو
ماریا فورسکی یک خواننده اپرا و بازیگر زن رومانیایی بود.

## زندگینامه
ماریا فورسکی اتریش-مجارستان به‌دنیا آمده بود.